# Ассадалла, Али
Али Ассадалла Таймн Гамбар (араб. علي أسد الله ثايمن قمبر‎; род. 19 января 1993, Манама) — катарский футболист, полузащитник. Ныне выступает за катарский клуб «Аль-Садд» и национальную сборную Катара.

## Клубная карьера
Родившийся в Бахрейне Али Ассадалла начинал свою карьеру футболиста в катарском клубе «Аль-Садд». В 2010 году он дебютировал в Старс-лиге. 18 апреля 2013 года Али Ассадалла забил свой первый гол в чемпионате Катара, отметившись в домашнем матче против «Лехвии».

## Карьера в сборной
21 декабря 2013 года Али Ассадалла дебютировал в составе сборной Катара в домашнем товарищеской игре против команды Бахрейна, выйдя в основном составе. 4 января 2014 года Али Ассадалла забил свой первый гол за национальную команду, отметившись в матче полуфинала чемпионата Федерации футбола Западной Азии с Кувейтом. 23 ноября того же года он сделал дубль в поединке против Омана, проходившем в рамках полуфинала Кубка наций Персидского залива. 3 сентября 2015 года Али Ассадалла оформил хет-трик в матче отборочного турнира чемпионата мира 2018 с Бутаном. Полузащитник был включён в состав сборной Катара на Кубок Азии 2015 в Австралии, где сыграл лишь в одном матче, с Бахрейном.

## Достижения
«Аль-Садд»
- Чемпион Катара (2): 2012/13, 2018/19
- Обладатель Кубка эмира Катара (3): 2014, 2015, 2017
- Обладатель Кубка наследного принца Катара: 2017
- Обладатель Кубка шейха Яссима (2): 2014/15, 2017

Сборная Катара
- Победитель чемпионата Федерации футбола Западной Азии: 2014
- Победитель Кубка наций Персидского залива: 2014
- Победитель Кубка Азии по футболу: 2023